# Évillers
 Évillers  es una población y comuna francesa, en la región de Franco Condado, departamento de Doubs, en el distrito de Pontarlier y cantón de Levier.

## Demografía
| 327 | 305 | 307 | 315 | 283 | 284 |
| Para los censos de 1962 a 1999 la población legal corresponde a la población sin duplicidades (Fuente: INSEE [Consultar]) |     |     |     |     |     |